# Sergio Suárez
Sergio Suárez (* 6. Januar 1987 in Las Palmas) ist ein spanischer Fußballspieler.

## Karriere
Das Fußballspielen erlernte Sergio bei UD Las Palmas auf Gran Canaria. Seinen ersten Vertrag unterschrieb er auch bei seinem Jugendverein. Hier wurde er im B-Team eingesetzt und kam dort 29 Mal zum Einsatz. Von 2005 bis 2006 wurde er an Real Madrid Castilla ausgeliehen. Hierbei handelt es sich um die 2. Mannschaft vom Spitzenverein Real Madrid. Hier kam er auf 24 Einsätze. 2007 ging er wieder nach Las Palmas zurück. Hier stand er bis Mitte 2013 125 Mal auf dem Feld und schoss 15 Tore. Die Hinserie 2013 spielte er beim Ligakonkurrenten CD Mirandés. In der Winterpause zog es ihn nach Asien. Die Saison 2014 spielte er beim thailändischen Erstligisten Police United. 2015 wechselte er in den Süden des Landes. Von 2015 bis 2016 spielte er beim Zweitligisten Songkhla United FC. Seit 2017 steht Sergio beim Port FC, einem Club, der in der Hauptstadt Bangkok beheimatet ist, unter Vertrag. 2019 stand er mit Port im Finale des FA Cups  und gewann dort mit 1:0 gegen den Erstligisten Ratchaburi Mitr Phol. Nach insgesamt 146 Erstligaspielen wurde sein Vertrag im Sommer 2023 nicht verlängert. Ende Juli 2023 ging er wieder nach Spanien, wo er einen Vertrag beim UD Tamaraceite in Las Palmas de Gran Canaria unterschrieb.

## Erfolge
Port FC
- Thailändischer Pokalsieger: 2019

## Auszeichnungen
Thai League
- Best XI: 2020/21

## Sonstiges
Sein Zwillingsbruder Francis Suárez ist ebenfalls Fußballprofi und war u. a. für UD Las Palmas, FC Inter Turku und Songkhla United FC aktiv.